# Teoría cuántica de campos constructiva
En física matemática, teoría cuántica de campos constructiva es el campo dedicado a demostrar que la teoría cuántica es matemáticamente compatible con la relatividad especial. Esta demostración requiere nuevas matemáticas, en un sentido análogo a Newton desarrollando el cálculo infinitesimal para comprender el movimiento planetario y la gravedad clásica. Se cree que la descripción natural de las fuerzas débil, fuerte y electromagnética está basada en campos cuánticos.
Los intentos de basar la teoría cuántica de campos en conceptos completamente definidos han involucrado a la mayoría de las ramas de la matemática, incluyendo el análisis funcional, ecuaciones diferenciales, teoría de probabilidad, teoría de representación, geometría, y topología, por nombrar algunas. Es sabido que los campos cuánticos son inherentemente difíciles de manejar usando técnicas matemáticas convencionales, como estimaciones explícitas. Esto es porque un campo cuántico tiene la naturaleza general de una distribución valorada en operadores, un tipo de objeto del análisis matemático. Entonces, es esperable que los teoremas de existencia para campos cuánticos sean muy difíciles de encontrar, considerando que sean posibles.
Un descubrimiento de la teoría, que puede ser expresado en términos no técnicos, es que la dimensión d del espaciotiempo involucrado es crucial. A pesar de estos impedimentos, se ha realizado un progreso impresionante, impulsado por una larga colaboración y extenso trabajo de James Glimm y Arthur Jaffe quienes demostraron que con d < 4 muchos ejemplos pueden ser encontrados. Junto con el trabajo de sus estudiantes, colaboradores y otros, la teoría de campo constructiva resultó dar una fundamentación matemática y una interpretación exacta a lo que antes era solamente una serie de "recetas", también en el caso d < 4.
Los físicos teóricos habían nombrado a estas reglas "renormalización", pero la mayoría de los mismos eran escépticos acerca de si podían transformarse en una teoría matemática. Hoy en día, uno de los problemas sin resolver más importante, en física teórica y en matemáticas, es el establecimiento de resultados similares para la teoría de gauge en el caso real d = 4.
La base tradicional de la teoría cuántica de campo constructiva es el conjunto de Axiomas de Wightman. Osterwalder y Schrader demostraron que hay un problema equivalente en la teoría matemática de probabilidad. Los ejemplos con d < 4 satisfacen tanto los axiomas de Wightman como los axiomas de Osterwalder-Schrader. También caen en el marco introducido por Haag y Kastler, llamado teoría cuántica de campos constructiva algebraica. Hay una firme creencia en la comunidad científica de que la teoría de gauge de Yang y Mills puede llevar a una teoría manejable, pero nuevas ideas y métodos serán necesarios para realmente establecer esto, y dicho proceso podría llevar muchos años.